# 平州 (隋朝)
平州，隋朝时设置的州。
隋朝时置平州，大业初年改北平郡。初治所在临渝县，唐朝武德元年（618年），徒治卢龙县。又置抚宁县，武德七年（624年）省。属河北道。户三千一百一十三，口二万五千八十六。下辖三县：卢龙县、石城县、马城县。曾改名为北平郡。
辽朝时，为辽兴军。金朝天会四年（1126年），复平州，尝置军帅司。户四万一千七百四十八。下辖一镇、五县：卢龙县、抚宁县、海山县、迁安县、昌黎县。元朝时改为永平路，明朝时为永平府。
| 唐朝平州辖县 | 唐朝平州辖县                                 |
| ------------ | -------------------------------------------- |
| 618年        | 临渝县、肥如县                               |
| 619年        | 肥如县（改名卢龙县）、临渝县、（新设抚宁县） |
| 624年        | 卢龙县（废除临渝县、抚宁县）                 |
| 641年        | 卢龙县（重设临渝县）                         |
| 697年        | 卢龙县（废除临渝县，新增石城县）             |
| 740年        | 卢龙县、石城县（新增马城县）                 |
| 806年        | 卢龙县、石城县、马城县                       |

| 唐朝平州刺史 - 周仲隐（621年） - 崔顺（武德末年） - 路文升（贞观初年） - 刘乾宗（贞观年间） - 田仁会（651年） - 桥宝明（唐高宗时） - 李孝廉（永隆年间） - 郑孝本（天授年间） - 尚範（689年） - 王嶷（武周时） - 邹保英（696年） - 邵承鼎（729年） - 张栖岩（开元年间） - 裴旻（开元年间） - 张谧（开元年间） - 北平郡太守 | - 朱希彩（唐代宗初年） - 马于龙（贞元年间） - 陈雍（元和年间） - 史元宽（开成末年—841年） - 王公淑（848年前） - 周玙（849年—854年） - 宋再初（855年—857年） - 张公素（872年） - 李君操（唐僖宗、唐昭宗时） - 王敬柔（唐末） - 张行恭 |

| 辽朝辽兴军节度使 - 卢文进（923年—926年） - 张希崇（926年—928年） - 萧延思（天显年间） - 耶律胡咄（950年） - 韩德枢（辽穆宗时） - 萧隗因（969年） - 韩德让（979年—981年） - 韩琬（辽景宗时） - 萧道宁（983年） - 耶律迪里姑（986年） - 蕭陶瑰（997年） - 耶律奴瓜（1008年） - 耶律遂真（1012年） - 耶律德政（1015年） - 耶律宗业（耶律胡都古，1024年前） - 刘慎行（1025年） - 武白（辽圣宗时，两任） - 萧阿古只（辽圣宗时） - 韩倬（辽圣宗时） - 耶律遂正（辽圣宗时，两任） - 耶律宗政（1034年—1040年） - 张克恭（1037年—1038年） - 鉏窘大王（1038年） - 萧绍宗（1046年前） | - 耶律宗教（1048年） - 萧惟信（1049年） - 萧虚烈（？—1052年） - 耶律庶几（1053年） - 耶律马六（重熙年间） - 萧永（重熙末年） - 耶律合里只（清宁年间） - 耶律宗政（1059年—1060年） - 耶律阿琏（1062年—1070年） - 耶律独攧（咸雍年间） - 姚景行（大康初年） - 耶律王九（1087年前） - 何葛（1089年前） - 荣哥（1093年） - 涅里（1098年前） - 梁援（1099年—1100年） - 韩高十（辽道宗时） - 萧兀纳（1101年） - 萧常哥（1102年—1105年） - 韩资让（辽天祚帝时） - 杜悆（1112年） - 张琳（1116年） - 耶律大石（辽天祚帝时） - 萧谛里（辽天祚帝时） - 张觉（1123年） |